# Nederlands kampioenschap 25 km mannen/15 km vrouwen
Het Nederlands kampioenschap 25 km mannen/15 km vrouwen was een hardloopwedstrijd over een afstand van 25 km voor mannen en 15 km voor vrouwen, waarbij de Nederlandse titel behaald kon worden.
Het kampioenschap over 25 km werd sinds 1910 voor de mannen, met in de begintijd enkele onderbrekingen, vanaf 1923 jaarlijks gehouden, later slechts onderbroken door de oorlogsjaren 1940-1945.
Het kampioenschap over 15 km voor de vrouwen vond, na een aarzelend begin in 1976, vanaf 1980 jaarlijks plaats. Beide kampioenschappen werden, met uitzondering van de jaren '80 t/m '85, op dezelfde datum in een Nederlandse stad of plaats gehouden. 
In 1991 vond de laatste editie van deze kampioenschappen plaats en werden beide vervangen door het Nederlands kampioenschap halve marathon.

## Winnaars
| Datum             | Plaats           | Man                   | Man       | Vrouw              | Vrouw         |
| Datum             | Plaats           | Naam                  | Tijd      | Naam               | Tijd          |
| ----------------- | ---------------- | --------------------- | --------- | ------------------ | ------------- |
| 6 juli 1991       | Grootebroek      | Tonnie Dirks          | 1:17.44   | Joke Kleijweg      | 52.17         |
| 13 oktober 1990   | Lisse            | Aart Stigter          | 1:19.55   | Barbara Kamp       | 53.52         |
| 23 september 1989 | Zevenbergen      | Tonnie Dirks          | 1:16.02   | Jolanda Homminga   | 51.41         |
| 23 juli 1988      | Emmeloord        | Marti ten Kate        | 1:16.16   | Carla Beurskens    | 51.52         |
| 25 juli 1987      | Winschoten       | Cor Lambregts         | 1:15.01   | Carla Beurskens    | 49.26         |
| 19 juli 1986      | Goes             | Gerard Nijboer        | 1:15.44   | Carla Beurskens    | 50.21,4       |
| 27 juli 1985      | Lisse            | Gerard Smit           | 1:18.54,4 |                    |               |
| 19 oktober 1985   | Dwingelo         |                       |           | Carolien Lucas     | 52.59         |
| 29 september 1984 | Groningen        | Kim Reynierse         | 1:18.51   |                    |               |
| 30 september 1984 | Roermond         |                       |           | Elly van Hulst     | 35.35,4       |
| 27 augustus 1983  | Hulst            | Henk Mentink          | 1:18.55   |                    |               |
| 1983              | Utrecht          |                       |           | Annie van Stiphout | 35.14,6       |
| 3 juli 1982       | Eersel           | Gerard Nijboer        | 1:14.15   |                    |               |
| 28 augustus 1982  | Utrecht          |                       |           | Carla Beurskens    | 50.38         |
| 13 juni 1981      | Deventer         | Gerard Mentink        | 1:17.52   |                    |               |
| 4 oktober 1981    | Zeist            |                       |           | Carla Beurskens    | 53.10         |
| 17 mei 1980       | Rotterdam        | Cor Vriend            | 1:18.01   |                    |               |
| 27 september 1980 | Grouw            |                       |           | Marja Wokke        | 51.55         |
| 21 juli 1979      | Lisse            | Gerard Nijboer        | 1:15.54   | niet verwerkt      | niet verwerkt |
| 23 september 1978 | Eibergen         | Roelof Veld           | 1:18.07   | niet verwerkt      | niet verwerkt |
| 7 augustus 1977   | Eersel           | Roelof Veld           | 1:21.50   | niet verwerkt      | niet verwerkt |
| 21 augustus 1976  | Barendrecht      | Roelof Veld           | 1:21.43   | Corrie Konings     | 59.18,1       |
| 26 juli 1975      | Lisse            | Cor Vriend            | 1:18.14   | Geen vrouwen       | Geen vrouwen  |
| 17 augustus 1974  | Winschoten       | Geert Jansen          | 1:22.21   | Geen vrouwen       | Geen vrouwen  |
| 11 juni 1973      | Eersel           | No op den Oordt       | 1:19.17   | Geen vrouwen       | Geen vrouwen  |
| 30 september 1972 | Winschoten       | Geert Jansen          | 1:17.38   | Geen vrouwen       | Geen vrouwen  |
| 26 september 1971 | Utrecht          | Geert Jansen          | 1:19.09   | Geen vrouwen       | Geen vrouwen  |
| 14 juni 1970      | Halsteren        | Wim Hol               | 1:20.27   | Geen vrouwen       | Geen vrouwen  |
| 21 juni 1969      | Emmeloord        | Aad Steylen           | 1:21.18   | Geen vrouwen       | Geen vrouwen  |
| 3 augustus 1968   | Eersel           | Aad Steylen           | 1:20.48   | Geen vrouwen       | Geen vrouwen  |
| 2 juli 1967       | Roosendaal       | Aad Steylen           | 1:24.34   | Geen vrouwen       | Geen vrouwen  |
| 18 september 1966 | Deventer         | Aad Steylen           | 1:21.30   | Geen vrouwen       | Geen vrouwen  |
| 19 september 1965 | Assen            | Rudy Mol              | 1:23.27   | Geen vrouwen       | Geen vrouwen  |
| 19 september 1964 | Reeuwijk         | Fons Veldhuizen       | 1:23.04   | Geen vrouwen       | Geen vrouwen  |
| 26 mei 1963       | Krommenie        | Fons Veldhuizen       | 1:23.31   | Geen vrouwen       | Geen vrouwen  |
| 24 juni 1962      | ‘s-Hertogenbosch | Fons Veldhuizen       | 1:23.37   | Geen vrouwen       | Geen vrouwen  |
| 18 juni 1961      | Hilversum        | Fons Veldhuizen       | 1:21.26   | Geen vrouwen       | Geen vrouwen  |
| 2 oktober 1960    | ‘s-Hertogenbosch | Fons Veldhuizen       | 1:25.37   | Geen vrouwen       | Geen vrouwen  |
| 1 augustus 1959   | Gouda            | Fons Veldhuizen       | 1:24.03   | Geen vrouwen       | Geen vrouwen  |
| 19 oktober 1958   | ‘s-Hertogenbosch | Piet Bleeker          | 1:21.14   | Geen vrouwen       | Geen vrouwen  |
| 16 juni 1957      | Middelburg       | Piet van Hoorn        | 1:36.02   | Geen vrouwen       | Geen vrouwen  |
| 24 juni 1956      | ‘s-Hertogenbosch | Piet Bleeker          | 1:26.12   | Geen vrouwen       | Geen vrouwen  |
| 2 oktober 1955    | Zaandam          | Janus van der Zande   | 1:18.07   | Geen vrouwen       | Geen vrouwen  |
| 27 juni 1954      | Roosendaal       | Albert van der Linden | 1:28.15   | Geen vrouwen       | Geen vrouwen  |
| 25 mei 1953       | Bergen-op-Zoom   | Janus van der Zande   | 1:32.38   | Geen vrouwen       | Geen vrouwen  |
| 26 oktober 1952   | Den Haag         | Janus van der Zande   | 1:24.42   | Geen vrouwen       | Geen vrouwen  |
| 5 augustus 1951   | Schoondijke      | Janus van der Zande   | 1:28.08   | Geen vrouwen       | Geen vrouwen  |
| 20 mei 1950       | Losser           | Janus van der Zande   | 1:27.29   | Geen vrouwen       | Geen vrouwen  |
| 16 oktober 1949   | Zwolle           | Joop Overdijk         | 1:29.02   | Geen vrouwen       | Geen vrouwen  |
| 23 mei 1948       | Geleen           | Joop Overdijk         | 1:30.56   | Geen vrouwen       | Geen vrouwen  |
| 15 juni 1947      | Geleen           | Joop Overdijk         | 1:35.14   | Geen vrouwen       | Geen vrouwen  |
| 2 oktober 1946    | Amsterdam        | Jaap Meyer            | 1:32.05   | Geen vrouwen       | Geen vrouwen  |
| 1945              | niet verwerkt    |                       |           |                    |               |
| 1944              | niet verwerkt    |                       |           |                    |               |
| 1943              | niet verwerkt    |                       |           |                    |               |
| 1942              | niet verwerkt    |                       |           |                    |               |
| 1941              | niet verwerkt    |                       |           |                    |               |
| 1940              | niet verwerkt    |                       |           |                    |               |
| 13 augustus 1939  | Rotterdam        | Wim Bakker            | 1:33.25   | Geen vrouwen       | Geen vrouwen  |
| 9 oktober 1938    | Rotterdam        | Wim Bakker            | 1:33.07   | Geen vrouwen       | Geen vrouwen  |
| 3 oktober 1937    | Rotterdam        | Wim Bakker            | 1:33.01   | Geen vrouwen       | Geen vrouwen  |
| 4 oktober 1936    | Rotterdam        | Bram Groeneweg        | 1:31.36   | Geen vrouwen       | Geen vrouwen  |
| 6 oktober 1935    | Rotterdam        | A. L. van Toornenburg | 1:35.40   | Geen vrouwen       | Geen vrouwen  |
| 7 oktober 1934    | Rotterdam        | Wim Bakker            | 1:33.38   | Geen vrouwen       | Geen vrouwen  |
| 1 oktober 1933    | Rotterdam        | Henri Landheer        | 1:29.36   | Geen vrouwen       | Geen vrouwen  |
| 30 oktober 1932   | Rotterdam        | Bram Groeneweg        | 1:35.58   | Geen vrouwen       | Geen vrouwen  |
| 11 oktober 1931   | Rotterdam        | Bram Groeneweg        | 1:37.52   | Geen vrouwen       | Geen vrouwen  |
| 30 november 1930  | Rotterdam        | Jaap Kemp             | 1:35.42   | Geen vrouwen       | Geen vrouwen  |
| 22 september 1929 | Amsterdam        | Chris Peters          | 1:26.33   | Geen vrouwen       | Geen vrouwen  |
| 7 oktober 1928    | Amsterdam        | Chris Peters          | 1:35.55   | Geen vrouwen       | Geen vrouwen  |
| 25 september 1927 | Amsterdam        | Chris Peters          | 1:34.28   | Geen vrouwen       | Geen vrouwen  |
| 10 oktober 1926   | Den Haag         | Chris Peters          | 1:32.50   | Geen vrouwen       | Geen vrouwen  |
| 11 oktober 1925   | Den Haag         | Teun Sprong           | 1:31.17   | Geen vrouwen       | Geen vrouwen  |
| 28 september 1924 | Den Haag         | Teun Sprong           | 1:33.01   | Geen vrouwen       | Geen vrouwen  |
| 30 september 1923 | Den Haag         | Bertus Brouwer        | 1:33.09   | Geen vrouwen       | Geen vrouwen  |
| 1922              | niet verwerkt    |                       |           |                    |               |
| 1921              | niet verwerkt    |                       |           |                    |               |
| 1920              | niet verwerkt    |                       |           |                    |               |
| 1919              | niet verwerkt    |                       |           |                    |               |
| 29 september 1918 | Rotterdam        | Hendricus Wessel      | 1:40.21   | Geen vrouwen       | Geen vrouwen  |
| 1917              | niet verwerkt    |                       |           |                    |               |
| 1916              | niet verwerkt    |                       |           |                    |               |
| 1915              | niet verwerkt    |                       |           |                    |               |
| 1914              | niet verwerkt    |                       |           |                    |               |
| 1913              | niet verwerkt    |                       |           |                    |               |
| 21 juli 1912      | Rotterdam        | Daan Lange            | 1:31.23   | Geen vrouwen       | Geen vrouwen  |
| 1911              | niet verwerkt    |                       |           |                    |               |
| 25 september 1910 | Rotterdam        | Wim Meyer             | 1:19.58   | Geen vrouwen       | Geen vrouwen  |
| 26 september 1909 | Rotterdam        | B. P. Hartman         | 1:33.00   | Geen vrouwen       | Geen vrouwen  |